# 埃米尔·马勒广场

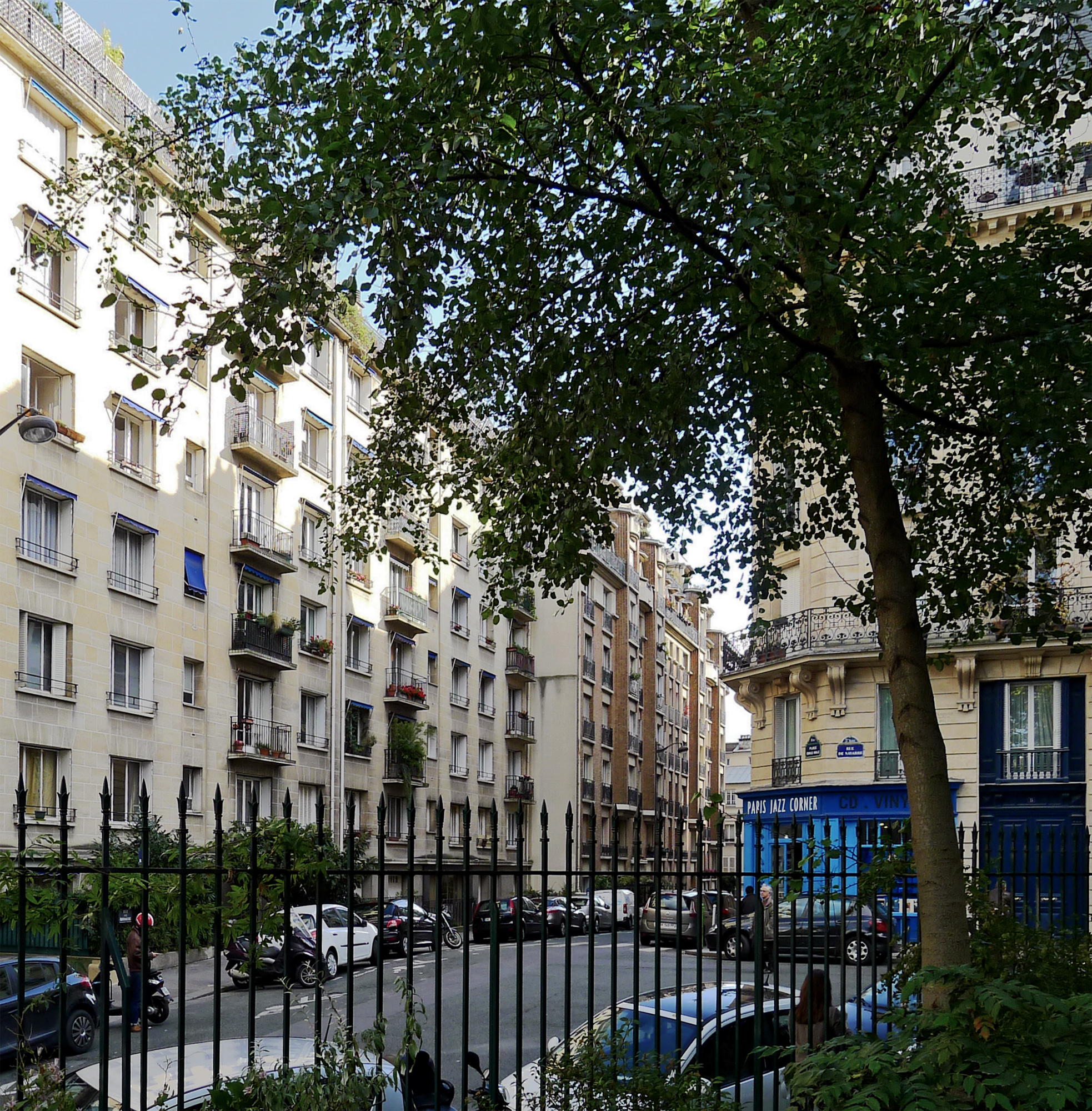

埃米尔·马勒广场（Place Émile-Mâle）是巴黎第五区的一个广场。长25米，宽16米。竞技场路（Rue des Arènes）与纳瓦拉路（Rue de Navarre）交汇于此。

## 交通
埃米尔·马勒广场附近的地铁站是蒙日广场站（Place Monge，7号线）。

## 名称
广场得名于艺术史学家埃米尔·马勒 (1862-1954)，因为他于1900年至1954年住在纳瓦拉路11号。

## 历史
广场命名于1981年10月1日。

## 建筑
- 埃米尔·马勒广场可直接进入吕特斯竞技场。